# Sebastian Bayer
Sebastian Bayer (Aken, 11 juni 1986) is een Duitse verspringer. Hij heeft meerdere Duitse en Europese titels veroverd en heeft het Europees indoorrecord in handen in deze discipline. Hij nam tweemaal deel aan de Olympische Spelen, maar won hierbij geen medailles.

## Biografie

### Jeugd
In 2004 maakte Bayer zijn internationale debuut op de wereldkampioenschappen voor junioren in het Italiaanse Grosseto. Hij wist zich hierbij niet te plaatsen voor de finale. Een jaar later ging het hem beter af op de Europese kampioenschappen voor junioren in Kaunas. Hij veroverde toen een tweede plaats met een beste poging van 7,73 m.

### Senioren
In 2006 behaalde Bayer zijn eerste succes bij de senioren. Hij won het verspringen bij de Duitse kampioenschappen. Hij plaatste zich hiermee voor de Europese kampioenschappen in Göteborg, waar hij in de kwalificatieronde werd uitgeschakeld. Het jaar erna won hij een zilveren medaille bij de Duitse indoorkampioenschappen.
In 2008 won hij voor de tweede maal de titel bij het verspringen op de Duitse kampioenschappen, ditmaal met een persoonlijk record van 8,15. Hij kwalificeerde zich dat jaar met een B-norm voor de Olympische Spelen van 2008 in Peking. Daar werd hij met 7,77 in de kwalificatieronde uitgeschakeld.

### Europees indoorkampioen
Op 8 maart 2009 bij de Europese indoorkampioenschappen in Turijn won Sebastian Bayer een gouden medaille bij het verspringen. Met een Europees record van 8,71 versloeg hij met grote overmacht zijn landgenoot Nils Winter (zilver; 8,22) en de Pool Marcin Starzak (brons; 8,18). Hij zorgde voor een geweldige apotheose door in zijn allerlaatste sprong (hij ging reeds met 8,29 aan de leiding) een afstand van 8,71 te overbruggen, niet alleen een glanzend Europees record, maar ook de op een na beste prestatie ooit. Alleen de Amerikaanse atletieklegende Carl Lewis sprong in 1984 met 8,79 ooit verder. Het oude record was met 8,56 in handen van de Spanjaard Yago Lamela. Enkele weken eerder nam hij buiten mededinging nog deel aan het Nederlandse indoorkampioenschappen, waarbij hij niet verder kwam dan 7,99. In Spanje werd de recordsprong in twijfel getrokken. De voorzitter van de Spaanse atletiekfederatie noemde de sprong waarmee Bayer het Europees record op 8,71 meter bracht "geen sprong waarvan je meteen roept dat is zeker 8,71 meter".

### Blessures
Op 4 juli 2009 verbeterde hij in het Ulm zijn persoonlijk record bij het verspringen op buitenbanen tot 8,49. Hiermee won hij voor de derde maal de Duitse verspringtitel en kwalificeerde zich hiermee voor de wereldkampioenschappen, die dat jaar in Berlijn werden gehouden. Daar bleef de Duitse verspringer echter ver verwijderd van zijn eerder in het jaar geleverde prestaties. Door een blessure aan zijn teenkootje sprong hij niet verder dan 7,98 en strandde hij als negende in de kwalificatieronde. Door dit blessureleed kon Bayer de rest van het seizoen verder niet in actie komen. Ondanks een goede trainingsperiode in de winter werd de start van het baanseizoen van Bayer door een opkomende stressfractuur uitgesteld. Hierdoor had hij slechts één serieuze kans om zich te kwalificeren voor de Europese kampioenschappen van Barcelona: de nationale kampioenschappen. Hij werd tweede met een afstand van 7,71 m, wat niet genoeg was voor een kwalificatie.

### Wederom kampioen

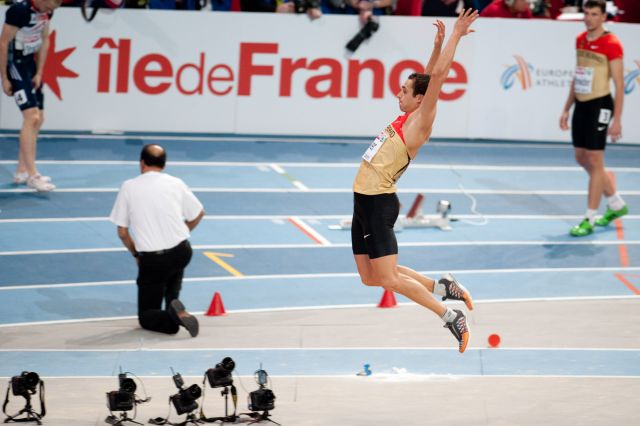
Bayer in actie tijdens het EK indoor van 2011 in Parijs

Na het mislukte jaar 2010 kwam Bayer weer succesvol terug bij de Europese indoorkampioenschappen. Hij verdedigde zijn titel succesvol met een sprong van 8,16 m. Later in het jaar kreeg Bayer te kampen met een blessure aan zijn pees in zijn knie. Daardoor moest hij de Meeting Areva in Parijs afzeggen, waardoor hij net zoals het jaar ervoor alleen bij de Duitse kampioenschappen zich nog kon kwalificeren voor het grootste kampioenschap van dat jaar: de wereldkampioenschappen in Daegu. Hij won deze keer de titel wel en sprong 8,17 m. Genoeg voor het B-limiet om naar de wereldkampioenschappen te worden uitgezonden. Bij deze kampioenschappen bereikte hij de finale, waar hij in de eerste sprong 8,17 m sprong. Deze afstand verbeterde hij uiteindelijk niet verder en leverde hem een achtste plek op. Aan het eind van 2011 besloot Bayer van trainer te wisselen: hij verliet Joachim Schwarzmüller en stapte over naar Uwe Florczak.

### Olympisch seizoen
Sebastian Bayer gebruikte het jaar 2012 door zijn zevende en achtste nationale titel (een indoor- en outdoortitel) te veroveren. In dit olympische jaar liet hij zijn vorm zien bij de Europese kampioenschappen in Helsinki: ook hier zegevierde hij met een afstand van 8,34 m. Bij de Olumpische Spelen van Londen kwalificeerde Bayer zich ternauwernood voor de finale van het verspringen, ten koste van landgenoot Christian Reif en Eusebio Cáceres die dezelfde afstand sprongen, maar een mindere tweede poging hadden, waardoor zij zich niet bij de eerste twaalf voegden. Ook in de finale waren de verschillen klein. Bayer sprong 8,10 m: één centimeter achter de Zweed Michel Torneus, twee achter de Amerikaan Will Claye en zes achter de Australiër Mitchell Watt. Bayer werd uiteindelijke vijfde.
Bayer is sportsoldaat en was van 2005 tot 2008 aangesloten bij TSV Bayer 04 Leverkusen. Hierna sloot hij zich bij Bremer LT aan. Sinds 2010 traint hij bij Hamburger SV. Hij heeft een relatie met de Duitse hordeloopster Carolin Nytra.

## Titels
- Europees kampioen verspringen - 2012
- Europees indoorkampioen verspringen - 2009, 2011
- Duits kampioen verspringen - 2006, 2008, 2009, 2011, 2012
- Duits indoorkampioen verspringen - 2009, 2011, 2012

## Persoonlijke records
| Onderdeel             | Prestatie   | Datum        | Plaats |
| --------------------- | ----------- | ------------ | ------ |
| verspringen (outdoor) | 8,49 m      | 4 juli 2009  | Ulm    |
| verspringen (indoor)  | 8,71 m (ER) | 8 maart 2009 | Turijn |

## Palmares

### verspringen
Kampioenschappen
- 2004: 11e in kwal. WJK - 7,27 m
- 2005:  EJK - 7,73 m
- 2006:  Duitse kamp. - 7,95 m
- 2006: 11e in kwal. EK - 7,66 m
- 2007:  Duitse indoorkamp. - 7,88 m
- 2008:  Duitse kamp. - 8,15 m
- 2008: 12e in kwal. - OS - 7,77 m
- 2008: 5e Wereldatletiekfinale - 8,00 m
- 2009:  Duitse indoorkamp. - 8,13 m
- 2009:  EK indoor - 8,71 m
- 2009:  Duitse kamp. - 8,49 m
- 2009: 9e in kwal. WK - 7,98 m
- 2010:  Duitse kamp. - 7,71 m
- 2011:  Duitse indoorkamp. - 8,02 m
- 2011:  EK indoor - 8,16 m
- 2011:  Duitse kamp. - 8,17 m
- 2011: 8e WK - 8,17 m
- 2012:  Duitse indoorkamp. - 8,12 m
- 2012:  Duitse kamp. - 7,91 m
- 2012:  EK - 8,34 m
- 2012: 5e OS - 8,10 m

Golden League-podiumplekken
- 2008:  Weltklasse Zürich – 7,97 m

Diamond League-podiumplekken
- 2011:  Prefontaine Classic – 8,03 m

- Gemeinsame Normdatei: 1034660063
- World Athletics: 14191495
- Virtual International Authority File: 303518080